# Combustible

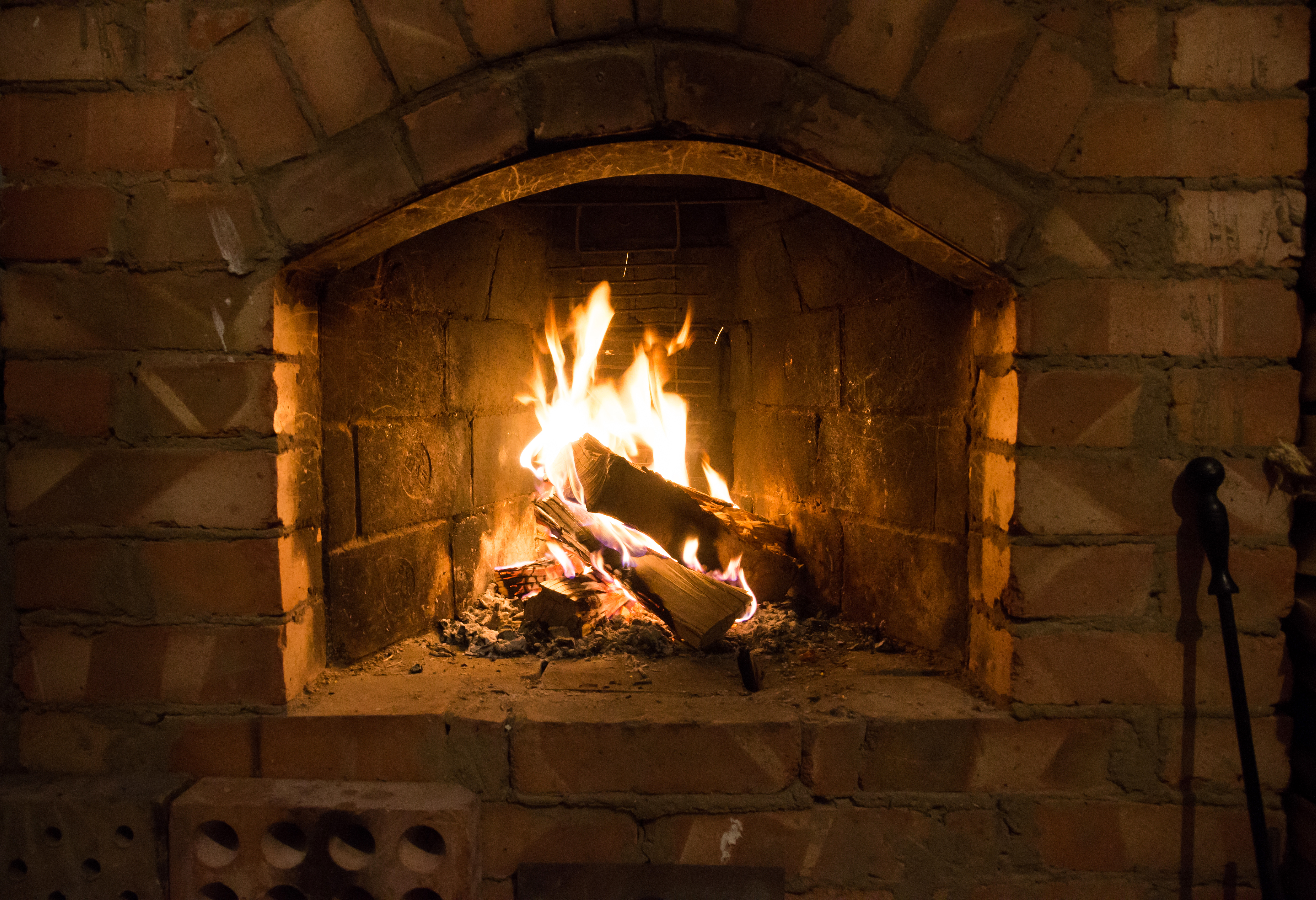
Le combustible consommé dans une cheminée traditionnelle est généralement du bois ; le comburant est l'oxygène de l'air.

Un combustible est un composé chimique qui, avec un comburant (comme le dioxygène), se consume dans une réaction chimique, générant de l'énergie sous forme de chaleur : la combustion. Cette réaction d'oxydation exothermique rapide fait intervenir un réactif réducteur (combustible), et un réactif oxydant (comburant).
Un carburant est un combustible qui alimente un moteur à combustion interne.
On parle de biocombustible pour désigner les combustibles organiques « non-fossiles » issus de la biomasse. Par extension, on parle de combustible nucléaire pour désigner les isotopes fissiles utilisés pour produire de l'énergie par fission dans les réactions nucléaires, bien qu'il ne s'agisse pas d'une réaction chimique de combustion.

## Définitions
Dans la combustion (qui est une réaction d'oxydoréduction), le comburant est l'oxydant, tandis que le combustible est le réducteur.
Dans le langage courant, le terme « combustible » désigne plutôt les produits utilisés pour le chauffage (bois, charbon, produits pétroliers…). Dans les faits, ce qualificatif s’applique à tout composé susceptible de s’unir à un oxydant (presque toujours l’oxygène de l’air) et capable de se consumer[source insuffisante].
Dans la première acception, « les combustibles sont des produits dont la combustion en présence d'air dans les brûleurs, foyers, fours ou chaudières fournit de l'énergie thermique. Celle-ci est utilisée dans le secteur domestique et commercial (chauffage, cuisine, parfois éclairage), dans l'industrie (apport de chaleur dans les réactions chimiques endothermiques, production de vapeur et d'électricité), ou encore dans l'agriculture (séchage des récoltes).
Les combustibles se distinguent des carburants qui sont destinés à la production d'énergie mécanique dans les moteurs. On notera que certains produits comme les gaz de pétrole liquéfiés (GPL), le fioul domestique (FOD) et le fioul lourd peuvent être utilisés à la fois comme combustibles et carburants. »
Les combustibles se répartissent en trois grandes catégories selon leur état physique dans les conditions standard de température et de pression. On distingue ainsi :
- les combustibles solides (charbon, bois, paille…) ;
- les combustibles liquides (GPL, FOD, fioul lourd et produits assimilés), tous issus du pétrole brut et parfois, pour une très faible part, de la biomasse (dérivés d'huiles végétales) ;
- les gaz combustibles, le gaz naturel constituant, à lui seul, une source d'énergie primaire importante.

La seconde acception englobe plus largement d'autres substances, dont la vocation dans l'industrie, n'est pas nécessairement d'être consumé pour produire de l'énergie. Dans ce cas, l’appellation combustible renvoie aux propriétés chimiques, aux précautions de manipulation et de stockage.
Certains produits combustibles ont la propriété de s’enflammer vivement et de brûler avec production de flammes ; ils sont qualifiés de « produits inflammables ». Pour caractériser l’inflammabilité des liquides, on utilise la notion de point d’éclair. Le « point d'éclair » est la température minimale à laquelle, dans des conditions d’essais spécifiés, un produit émet suffisamment de gaz inflammables capables de s’enflammer momentanément en présence d’une source d’inflammation.
Par ailleurs, les gaz, vapeurs, brouillards de produits combustibles, mélangés à l’air, sont explosifs dans le domaine de concentration compris entre la limite inférieure d'explosivité (LIE) et la limite supérieure d’explosivité (LSE) (Voir Limite d'explosivité). En dessous de la LIE, le mélange est trop pauvre en combustible pour donner lieu au phénomène explosif. Au-dessus de la LSE, le mélange est trop riche en combustible et ne contient pas suffisamment d’oxygène.

Le triangle du feu montrant les trois éléments indispensables pour une combustion chimique

La combustion est une réaction chimique d’oxydation d’un combustible par un comburant, qui nécessite une source d’énergie. Elle met en jeu trois éléments nécessaires :
- le combustible, la matière susceptible de brûler (solide : charbon… ; liquide : essence, solvants… ; gazeuse : propane, butane…), etc.
- le comburant, en se combinant avec un autre corps, permet la combustion (oxygène, peroxydes, chlorates…)
- l’énergie d’activation, l’énergie minimum nécessaire au démarrage de la réaction chimique de combustion ; elle est apportée par une source de chaleur, une étincelle…

qui constituent le triangle du feu.
- L'absence d’un des trois éléments empêche le déclenchement de la combustion ;
- La suppression d’un des trois éléments arrête le processus ;
- Le feu s’éteint de lui-même, s’il n’y a pas assez de comburant, si le combustible manque ou si le foyer est refroidi.

## Histoire
Les combustibles sont la première source d'énergie utilisée par l'homme pour le chauffage domestique, l'éclairage et l'industrie. Une nouvelle ère a commencé avec l'exploitation des combustible fossiles, qui sera pour beaucoup à l'origine de l'essor industriel de l'occident dès la fin du XVIIIe siècle et qui est en train de se terminer avec l'épuisement de ces ressources. D'autres sources d'énergie sont déjà utilisées qui évitent les redoutables conséquences de la combustion, la production de gaz à effet de serre.
Le bois, la houille, pour le chauffage, les huiles animales, végétales et minérales, dont on fait un usage immémorial dans les lampes à huile, constituent les combustibles les plus anciennement utilisés.

Encore en 1762, le Dictionnaire de l'Académie française (4e édition), donne pour combustible la définition suivante 

« COMBUSTIBLE : Qui est disposé à brûler aisément. Matière combustible. La poix, le goudron, le soufre, sont des matières combustibles. Le marbre, le porphyre, ne sont pas combustibles. »

Benjamin Thompson, comte de Rumford est le premier physicien qui se soit occupé de la détermination de la puissance calorifique des combustibles. L'appareil dont il se sert porte le nom de « calorimètre de Rumford ». Pour Lavoisier, à qui l'on doit le terme « oxygène », dans son Traité élémentaire de chimie, en 1789, la combustion n'est autre que la décomposition du gaz oxygène par un corps combustible. L'oxygène forme la base de ce gaz est absorbé le calorique et la lumière deviennent libres et se dégagent. L'explication de Lavoisier sur la combustion remplace la théorie phlogistique, qui postule que les matériaux relâchent une substance appelée phlogiston lorsqu'ils brûlent dans le récipient en question. Aux alentours de 1800, les combustibles simples, réduits au nombre de six, parce qu'on regarde le diamant comme du carbone le plus pur, sont l'hydrogène, l'azote, le soufre, le phosphore, le carbone et les métaux. Les facultés des corps combustibles ne sont pas toutes égales entre elles. Dans le nombre, il en est qui brûlent avec flamme et d'autres qui brûlent sans flamme. Le gaz azote et plusieurs des métaux sont de ce dernier groupe.
Le XIXe siècle sous l'impulsion du courant hygiéniste se préoccupe de la salubrité des logements. La ventilation, le chauffage, sont érigés en science, les combustibles sont répertoriés et qualifiés et quantifiés. En 1844, « les combustibles sont très nombreux car cette grande classe de corps renferme non seulement tous les corps simples mais encore un grand nombre de corps composés. Cependant ceux qui sont en usage dans les arts pour produire de la chaleur sont très peu nombreux parce que, pour être employés, ils doivent satisfaire à plusieurs conditions importantes qui en excluent un grand nombre :
- Ils doivent être facilement brûlés dans l'air atmosphérique et la chaleur dégagée par la combustion doit être suffisante pour la maintenir ou en d'autres termes la chaleur dégagée par la combustion doit être supérieure à celle qui est nécessaire pour la produire. Le soufre, le charbon, l'hydrogène, le phosphore satisfont à cette condition. Mais le fer, le plomb, quoique très combustibles n'y satisfont point car lorsque ces métaux sont en ignition si on les enlève du foyer où il a été nécessaire de les placer la combustion s'arrête (...) Quoi qu'il en soit il y a des corps très combustibles dans lesquels la combustion ne se propage pas d'elle-même dans les circonstances ordinaires et ceux-là ne peuvent être d'aucune utilité pour produire dans les arts de la chaleur ou de la lumière ;
- Ils doivent être abondants et leurs prix ne doivent point être trop élevés ;
- Enfin les produits de la combustion doivent être de nature à ne point altérer les corps qui reçoivent l'action de la chaleur et à ne pas porter dans l'air des gaz ou des vapeurs qui pourraient avoir une action nuisible sur l'économie animale ou végétale[3]. »

En 1847, les combustibles employés dans les foyers des machines à vapeur , etc., sont au nombre de trois principaux : le bois, la tourbe et la houille. On compte donc trois combustibles qui soumis à la « carbonisation » (en fait une pyrolyse) donnent naissance à trois nouveaux combustibles : le charbon de bois, le charbon de tourbe et le charbon de houille ou coke. En 1870, les combustibles employés dans le chauffage (avec leurs valeurs calorifiques par kilogramme) sont la houille (8000 calories), les briquettes de houille agglomérées (8000 calories), le coke des usines à gaz (7000 à 7500 calories), la tannée en motte (produit résiduel, sorte de sciure provenant de la préparation des cuirs au tannage végétal et qui sert de combustible bon marché, 5000 calories), le bois sec (3500 calories) ou ordinaire (3000 calories), le charbon de bois (6000 calories), le gaz d'éclairage (6000 calories par mètre cube), l'huile de pétrole (8000 calories).
Début XIXe siècle, le progrès de la chimie et de l'industrie débouchent sur la découvertes des gaz manufacturés, premiers gaz combustibles employés à large échelle, d'abord à l'usage de l'éclairage (le gaz d'éclairage), ensuite dans toutes les autres applications de chauffage domestique ou industriel. C'est aussi, liés à cette industrie que naissent les premiers grands groupes énergétiques.
En 1857, l'industrie pétrolière naît en Roumanie, avec la première raffinerie à Ploieşti, qui alimente les 1 000 lampes à huile de l'éclairage public de Bucarest.
Les produits pétrolier arrivent progressivement sur le marché. Le gaz naturel, devra attendre les années 1960 pour une diffusion à grande échelle.
Dès 1880, les combustibles ne sont plus la seule source d'approvisionnement en énergie et l'électricité autorise l'acheminement de l'énergie produite par des moyens qui étaient jusque-là restés marginaux et qui sont pour certains plus propres : l'hydroélectrique exploite l'énergie des cours d'eau, l'éolien, l'énergie du vent, l'énergie du soleil , etc.

## Classification par état
Les combustibles peuvent être classés en combustible solide, combustible liquide, combustible gazeux.
À chaque état correspond :
- certains types de stockage et de transport ainsi que les précautions incendie et sanitaires y afférentes ;
- un type d'appareil de chauffage (chaudière ou chauffe-eau, brûleur, corps de chauffe, etc.) ;
- des normes, législations et conventions de négoces particulières[9].

Les opérations de stockage et la manipulation des gaz et liquides combustibles se préoccupent des mesures de prévention à appliquer contre les risques d'incendie et d'explosion. Les autres risques sont liés à la toxicité et à l’écotoxicité des produits.

### Combustible solide
Combustible à l'état solide d'origine fossile (charbon, houille, etc.) ou issu de la biomasse (bois, charbon de bois, etc.).

## Classes de feu
On distingue quatre types de combustible qui correspondent, respectivement, aux quatre principales classes de feux A, B, C et D.
- un solide formant des braises (bois, papier, carton, tissu, PVC…) ;
- un liquide ou solide liquéfiable (essence, gazole, huile, kérosène, polyéthylène, polystyrène…) ;
- un gaz (butane, propane, méthane, dihydrogène…) ;
- un métal (fer, aluminium, sodium, magnésium…).

## Sources primaires
La plupart des matières d'origine organique sont des combustibles. Par exemple, le bois (20 000 kilojoules par kilogramme), le charbon, le pétrole (42 000 kilojoules par kilogramme pour l'essence) sont des combustibles.
On distingue :
- les combustibles fossiles
- les biocombustibles
- les combustibles nucléaire

### Combustibles organiques
Les combustibles organiques sont le bois, les alcools, le gaz naturel, le pétrole et ses dérivés, etc.

#### Combustibles fossiles
Les combustibles fossiles (pétrole, charbon, gaz…), sont issus de matières organiques préhistoriques fossilisées. Leur combustion rejette dans l'atmosphère du dioxyde de carbone (CO2) qui provient de la combinaison d'atomes de carbone issus du sous-sol et d'oxygène atmosphérique. Ces rejets de CO2 participent à l'effet de serre et aux changements climatiques actuels.

#### Biocombustible
Les biocombustibles, ou agrocombustibles, représentent l’ensemble des combustibles issus de la matière végétale ou animale provenant de la biomasse (c'est la signification du préfixe « bio » des biocombustibles/biocarburants). On distingue l’usage combustible, c’est-à-dire destiné à être brûlé pour produire de la chaleur et/ou de l’électricité, de l’usage carburant, liquide ou gazeux, destinés à alimenter des moteurs.
Les biocombustibles peuvent être solides, comme le bois bûche, le charbon de bois ou les granulés de bois, de même que la bouse de mammifères ruminants (dans certains pays) ; liquides, comme l’éthanol ; ou gazeux, comme le biogaz.
Le bois (et toute la biomasse provenant de l'agriculture - substances végétales et animales -, de la sylviculture et des déchets industriels et municipaux) présente un bilan carbone beaucoup plus faible (pour autant qu'on replante ce qui a été coupé) : les émissions de CO2 liées à la combustion sont compensées par la quantité de CO2 atmosphérique absorbée pendant la croissance des plantes par photosynthèse.
Il s'agit d'une énergie renouvelable, mais pas non-polluante.

### Combustible nucléaire
On parle aussi de combustible nucléaire pour désigner les matières utilisées pour produire de l'énergie par fission dans les centrales nucléaires, bien qu'il ne s'agisse pas d'une réaction de combustion.

## Pouvoir calorifique
Le pouvoir calorifique ou chaleur de combustion (noté ΔcH0, en anglais Heating Value) d'un matériau combustible est l'enthalpie de réaction de combustion par unité de masse dans les conditions normales de température et de pression.

## Teneur énergétique
Teneur énergétique de quelques combustibles (pour utilisation finale) et table de conversion :
| Produit énergétique                                    | kJ (PCI)        | kgep (PCI)    | kWh (PCI)     |
| ------------------------------------------------------ | --------------- | ------------- | ------------- |
| 1 kg de coke                                           | 28 500          | 0,676         | 7,917         |
| 1 kg de charbon maigre                                 | 17 200 — 30 700 | 0,411 — 0,733 | 4,778 — 8,528 |
| 1 kg de briquettes de lignite                          | 20 000          | 0,478         | 5,556         |
| 1 kg de lignite noir                                   | 10 500 — 21 000 | 0,251 — 0,502 | 2,917 — 5,833 |
| 1 kg de lignite                                        | 5 600 — 10 500  | 0,134 — 0,251 | 1,556 — 2,917 |
| 1 kg de schiste bitumineux                             | 8 000 — 9 000   | 0,191 — 0,215 | 2,222 — 2,500 |
| 1 kg de tourbe                                         | 7 800 — 13 800  | 0,186 — 0,330 | 2,167 — 3,833 |
| 1 kg de briquettes de tourbe                           | 16 000 — 16 800 | 0,382 — 0,401 | 4,444 — 4,667 |
| 1 kg de fioul lourd                                    | 40 000          | 0,955         | 11,111        |
| 1 kg de fioul domestique                               | 42 300          | 1,010         | 11,750        |
| 1 kg de carburant (essence)                            | 44 000          | 1,051         | 12,222        |
| 1 kg d'huile de paraffine                              | 40 000          | 0,955         | 11,111        |
| 1 kg de gaz de pétrole liquéfié                        | 46 000          | 1,099         | 12,778        |
| 1 kg de gaz naturel (à 93 % de CH4)                    | 47 200          | 1,126         | 13,10         |
| 1 kg de gaz naturel liquéfié                           | 45 190          | 1,079         | 12,553        |
| 1 kg de bois (à 25 % d'humidité)                       | 13 800          | 0,330         | 3,833         |
| 1 kg de granulés de bois (pellets) /de briques de bois | 16 800          | 0,401         | 4,667         |
| 1 kg de déchets                                        | 7 400 — 10 700  | 0,177 — 0,256 | 2,056 — 2,972 |
| 1 MJ de chaleur dérivée                                | 1 000           | 0,024         | 0,278         |
| 1 kWh d'énergie électrique                             | 3 600           | 0,086         | 1             |